# Mortes em junho de 2013
Mortes em 2013: ← Janeiro – Fevereiro – Março – Abril – Maio – Junho – Julho – Agosto – Setembro – Outubro – Novembro – Dezembro →
Esta é uma relação de pessoas notáveis que morreram durante o mês de junho de 2013, listando nome, nacionalidade, ocupação e ano de nascimento.

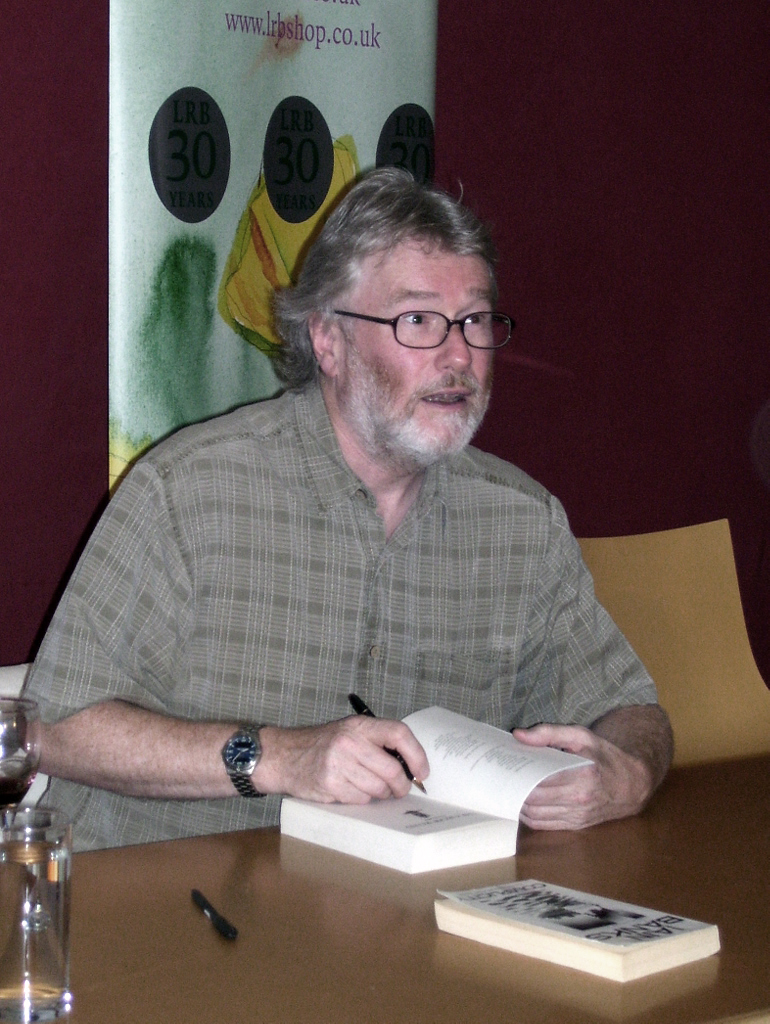
Iain M. Banks, escritor britânico

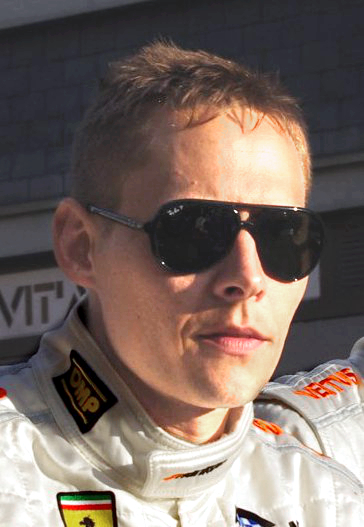
Allan Simonsen, automobilista dinamarquês

| Dia | Nome                         | Profissão ou motivo de reconhecimento | País de nascimento | Ano de nasc. | Ref    |
| --- | ---------------------------- | ------------------------------------- | ------------------ | ------------ | ------ |
| 1   | Jelena Genčić                | Treinadora de tênis                   | Sérvia             | 1935         | [ 1 ]  |
| 3   | Nafisa Khan                  | Atriz                                 | Índia              | 1988         | [ 2 ]  |
| 3   | Frank Lautenberg             | Empresário e político                 | Estados Unidos     | 1924         | [ 3 ]  |
| 3   | Enrique Lizalde              | Ator                                  | México             | 1937         | [ 4 ]  |
| 5   | Scarlet Moon                 | Jornalista, atriz e escritora         | Brasil             | 1951         | [ 5 ]  |
| 5   | Esther Williams              | Nadadora e atriz                      | Estados Unidos     | 1921         | [ 6 ]  |
| 6   | Jerome Karle                 | Químico                               | Estados Unidos     | 1918         | [ 7 ]  |
| 7   | Pierre Mauroy                | Político                              | França             | 1928         | [ 8 ]  |
| 7   | Richard Ramirez              | Criminoso                             | Estados Unidos     | 1960         | [ 9 ]  |
| 7   | Malu Rocha                   | Atriz                                 | Brasil             | 1947         | [ 10 ] |
| 9   | Iain M. Banks                | Escritor                              | Reino Unido        | 1954         | [ 11 ] |
| 10  | Louis-Paul Mfédé             | Futebolista                           | Camarões           | 1961         | [ 12 ] |
| 11  | Robert Fogel                 | Economista                            | Estados Unidos     | 1926         | [ 13 ] |
| 11  | Jacob Gorender               | Historiador e militante comunista     | Brasil             | 1923         | [ 14 ] |
| 12  | Jiroemon Kimura              | Supercentenário                       | Japão              | 1897         | [ 15 ] |
| 12  | Teodoro                      | Futebolista                           | Brasil             | 1946         | [ 16 ] |
| 12  | Jason Leffler                | Automobilista                         | Estados Unidos     | 1975         | [ 17 ] |
| 13  | Mohammed Al-Khilaiwi         | Futebolista                           | Arábia Saudita     | 1971         | [ 18 ] |
| 14  | Abílio Farias                | Cantor e compositor                   | Brasil             | 1947         | [ 19 ] |
| 14  | Roberto Salvador Scaringella | Engenheiro e jornalista               | Brasil             | 1940         | [ 20 ] |
| 15  | José Froilán González        | Automobilista                         | Argentina          | 1922         | [ 21 ] |
| 15  | Tatiana Belinky              | Escritora                             | Rússia             | 1919         | [ 22 ] |
| 16  | Ottmar Walter                | Futebolista                           | Alemanha           | 1924         | [ 23 ] |
| 16  | Sérgio Augusto Leoni         | Político                              | Brasil             | 1936         | [ 24 ] |
| 16  | Josip Kuže                   | Futebolista e treinador               | Croácia            | 1952         | [ 25 ] |
| 18  | Chiquinho Scarpa             | Empresário                            | Brasil             | 1909         | [ 26 ] |
| 19  | Slim Whitman                 | Cantor                                | Estados Unidos     | 1923         | [ 27 ] |
| 19  | James Gandolfini             | Ator                                  | Estados Unidos     | 1961         | [ 28 ] |
| 19  | Salomé Parísio               | Cantora e vedete                      | Brasil             | 1921         | [ 29 ] |
| 21  | Marcelo Grassmann            | Artista plástico                      | Brasil             | 1925         | [ 30 ] |
| 21  | Margret Göbl                 | Patinadora artística                  | Alemanha           | 1938         | [ 31 ] |
| 22  | Alen Pamić                   | Futebolista                           | Croácia            | 1989         | [ 32 ] |
| 22  | Allan Simonsen               | Automobilista                         | Dinamarca          | 1978         | [ 33 ] |
| 24  | Emilio Colombo               | Ex-primeiro-ministro                  | Itália             | 1920         | [ 34 ] |
| 26  | Teresa Urban                 | Jornalista                            | Brasil             | 1946         | [ 35 ] |
| 27  | Stefano Borgonovo            | Futebolista e treinador               | Itália             | 1964         | [ 36 ] |
| 27  | Alain Mimoun                 | Maratonista                           | França             | 1921         | [ 37 ] |
| 29  | Jim Kelly                    | Ator                                  | Estados Unidos     | 1946         | [ 38 ] |
| 30  | Thompson Oliha               | Futebolista                           | Nigéria            | 1968         | [ 39 ] |
| 30  | Ingvar Rydell                | Futebolista                           | Suécia             | 1922         | [ 40 ] |